# Sanda (manga)
Sanda (estilizado como SANDA) es una serie de manga japonés escrito e ilustrado por Paru Itagaki. Comenzó a serializarse en la revista de manga shōnen Shūkan Shōnen Champion de Akita Shoten desde el 21 de julio de 2021, con sus capítulos recopilados en dieciséis volúmenes tankōbon. La historia tiene lugar en el futuro, donde la tasa de natalidad en Japón ha disminuido rápidamente. El personaje principal, Sanda Kazushige, es descubierto por su compañera de clase, Shiori Fuyumura, como descendiente de Santa Claus. Juntos, intentan encontrar a la compañera de clase desaparecida de Fuyumura, Ono Ichie. Una adaptación televisiva de la serie de anime producida por Science Saru se estrenará en octubre de 2025.

## Sinopsis

### Escenario
La historia se desarrolla en Japón en 2080. Afectado por la disminución de la tasa de natalidad, Japón ha implementado una serie de políticas de control para los menores, que incluyen concertar parejas matrimoniales desde la infancia, no permitir que los niños duerman para ralentizar el desarrollo y la necesidad de usar el baño por separado de los adultos. El estatus social de los jóvenes también es más alto que el de los adultos. Santa Claus ha estado sellado durante mucho tiempo debido a la maldición, lo que hace que la sociedad piense que Santa Claus ha desaparecido y considere la Navidad como una antigua costumbre o leyenda ficticia. 

### Trama
El 25 de diciembre, cuando estaba nevando, el sello del cuerpo del estudiante de secundaria Sanda Kazushige fue roto por su compañera de clase Shiori Fuyumura, haciéndolo parecer Santa Claus. Más tarde, Sanda descubre que puede volver a su forma de escuela secundaria comiendo gominolas, o cambiar a la forma de Santa vistiéndose de rojo. La razón por la que Fuyumura levantó el sello fue que esperaba que Sanda la ayudara a encontrar a su compañera de clase desaparecida Ono Ichie, y también esperaba que le recordara a la sociedad la Navidad.

## Personajes
Kazushige Sanda (三田一重 Sanda Kazushige?)
 Seiyū: Ayumu Murase
Santa Claus (サンタクロース Santakurōsu?)
 Seiyū: Hiroki Tōchi
Shiori Fuyumura (冬村 四織 Fuyumura Shiori?)
 Seiyū: Umeka Shōji
Ichie Ono (小野 一会 Ono Ichie?)
 Seiyū: Anna Nagase
Hitoshi Amaya (甘矢 一詩 Amaya Hitoshi?)
 Seiyū: Yuuki Shin
Nico Kazao (風尾 二胡 Kazao Niko?)
 Seiyū: Misato Matsuoka

## Contenido de la obra

### Manga
Sanda es escrito e ilustrado por Paru Itagaki. Comenzó a publicarse en la revista de manga shōnen Shūkan Shōnen Champion de Akita Shoten el 21 de julio de 2021. Akita Shoten recopila sus capítulos individuales en volúmenes tankōbon. El primer volumen se lanzó el 8 de diciembre de 2021, y la serie concluyó con un total de dieciséis volúmenes.
| Volúmenes de manga publicados | Volúmenes de manga publicados | Volúmenes de manga publicados |
| Número                        | Fecha de publicación          | ISBN                          |
| ----------------------------- | ----------------------------- | ----------------------------- |
| 1                             | 8 de diciembre de 2021        | ISBN 978-4-253-28101-0        |
| 2                             | 8 de febrero de 2022          | ISBN 978-4-253-28102-7        |
| 3                             | 6 de mayo de 2022             | ISBN 978-4-253-28103-4        |
| 4                             | 7 de julio de 2022            | ISBN 978-4-253-28104-1        |
| 5                             | 8 de septiembre de 2022       | ISBN 978-4-253-28105-8        |
| 6                             | 8 de diciembre de 2022        | ISBN 978-4-253-28106-5        |
| 7                             | 8 de febrero de 2023          | ISBN 978-4-253-28107-2        |
| 8                             | 7 de abril de 2023            | ISBN 978-4-253-28108-9        |
| 9                             | 6 de julio de 2023            | ISBN 978-4-253-28109-6        |
| 10                            | 7 de septiembre de 2023       | ISBN 978-4-253-28110-2        |
| 11                            | 8 de noviembre de 2023        | ISBN 978-4-253-28111-9        |
| 12                            | 5 de enero de 2024            | ISBN 978-4-253-28112-6        |
| 13                            | 8 de abril de 2024            | ISBN 978-4-253-28113-3        |
| 14                            | 7 de junio de 2024            | ISBN 978-4-253-28114-0        |
| 15                            | 7 de agosto de 2024           | ISBN 978-4-253-28115-7        |
| 16                            | 8 de octubre de 2024          | ISBN 978-4-253-28116-4        |

### Anime
En julio de 2024, se anunció que el manga recibiría una adaptación de serie de televisión de anime. Será producido por Science Saru. La serie será dirigida por Tomohisa Shimoyama, con Kimiko Ueno supervisando y escribiendo los guiones de la serie, y Masamichi Ishiyama como diseñador de personajes y director de animación en jefe. La música estará compuesta por Tomoyuki Tanaka. La serie se estrenará el 4 de octubre de 2025 en el bloque de programación Animeism en todas las afiliadas de JNN, incluidas MBS y TBS.